# Římskokatolická farnost Janov u Soběslavi
Římskokatolická farnost Janov u Soběslavi je zaniklým územním společenstvím římských katolíků v rámci táborského vikariátu českobudějovické diecéze.

## O farnosti

### Historie
Vesnice Janov byla původně samotou v lese, skládající se z několika málo chalup kolem kostelíka sv. Jana Nepomuckého (podle tohoto světce dostala osada jméno). Kostel byl postaven v letech 1712–1716. Od roku 1726 měl kostel vlastního kněze (lokálního kaplana), v roce 1743 byla v místě zřízena lokálie. Ta byla v polovině 19. století povýšena na samostatnou farnost. Od 20. století neměla farnost sídelního duchovního správce a byla až do svého zrušení 31. prosince 2019 spravovaná excurrendo, jejími posledními správci byli:
- 2007–2011 R. D. Vladimír Koranda
- 2011–2012 P. Mgr. Ivo Valášek
- 2012–2019R.D. Mgr. Jan Hamberger

### Současnost
Bývalá farnost Janov je součástí kollatury farnosti Soběslav, odkud je vykonávána její duchovní správa.
| Kostel                          | Místo | Bohoslužba   | Bohoslužba |
| ------------------------------- | ----- | ------------ | ---------- |
| Kostel svatého Jana Nepomuckého | Janov | lichá neděle | 08.00      |